# Agouticarpa
Agouticarpa es un género de plantas fanerógamas perteneciente a la familia Rubiaceae. Se distriibuye desde Costa Rica a Bolivia.

## Descripción
Agouticarpa se caracteriza por ser dioica, teniendo estípulas elípticas a obovadas, membranosas, las flores masculinas aparecen en una inflorescencia ramificada dicasial o como tirso, un cáliz en forma de copa poco desarrollada, los granos de polen con 3-7 aberturas, y grandes frutos globosos

## Taxonomía
El género fue descrito por Claes Persson y publicado en Brittonia 55(2): 180. 2003.

## Especies aceptadas
A continuación se brinda un listado de las especies del género Agouticarpa aceptadas hasta mayo de 2014, ordenadas alfabéticamente. Para cada una se indica el nombre binomial seguido del autor, abreviado según las convenciones y usos. 
- Agouticarpa curviflora (Dwyer) C.H.Perss. - Panama to Bolivia
- Agouticarpa grandistipula C.H.Perss. - Ecuador
- Agouticarpa hirsuta C.H.Perss. - Ecuador
- Agouticarpa isernii (Standl.) C.H.Perss. - Ecuador, Colombia, Perú
- Agouticarpa spinosa C.H.Perss. & Delprete - Perú
- Agouticarpa velutina C.H.Perss. - Ecuador, Perú
- Agouticarpa williamsii (Standl.) C.H.Perss. - Costa Rica, Panama, Colombia, Ecuador